# Hatfield–Dowlin Komplexum
A Hatfield–Dowlin Komplexum (angolul: Hatfield—Downlin Complex) az Oregoni Egyetem létesítménye az Amerikai Egyesült Államok Oregon államának Eugene városában. A 2013-ban átadott épületben van az Oregon Ducks amerikaifutball-csapatának székhelye. A Phil és Penny Knight adományából elkészült létesítmény névadói Lota Hatfield (Phil Knight édesanyja) és Dorothie Dowlin (Penny Knight édesanyja). Tervezője a ZGF Architects, tájépítésze a PLACE studio volt. A kivitelezés 68 millió dollárba került volna, de a Daily Emerald számításai szerint megközelítette a 138 millió dollárt.
Az épületben 170 férőhelyes színház, kávézó, étterem, fodrászat és szauna is van.

## Fordítás
- Ez a szócikk részben vagy egészben  a   Hatfield-Dowlin Complex című angol Wikipédia-szócikk ezen változatának fordításán alapul.  Az eredeti cikk szerkesztőit annak laptörténete sorolja fel. Ez a jelzés csupán a megfogalmazás eredetét és a szerzői jogokat jelzi, nem szolgál a cikkben szereplő információk forrásmegjelöléseként.